# Rio (2011)
Rio, ook aangeprezen als Rio: The Movie, is een Amerikaanse computergeanimeerde film uit 2011, geregisseerd door Carlos Saldanha. De titel is een verwijzing naar de Braziliaanse stad Rio de Janeiro.
De stemmen in de originele versie werden ingesproken door Jesse Eisenberg, Anne Hathaway, George Lopez, Jemaine Clement en Jake T. Austin. Voor de Nederlandse nasynchronisatie tekenden onder anderen Jamai Loman, Kim-Lian van der Meij, Charly Luske, Tanja Jess, Murth Mossel, Rogier Komproe, Marcel Jonker, Hajo Bruins en Bas Keijzer.
De film werd uitgebracht door 20th Century Fox en ontving vooral positieve reacties.

## Verhaal
De film begint in Rio de Janeiro, waar illegale handel in exotische dieren nog veelvuldig voorkomt. Blu, een Spix' ara die niet kan vliegen, is een slachtoffer van deze handel. Hij wordt vanuit Rio naar de stad Moose Lake in Minnesota gesmokkeld en wordt eigendom van een vrouw genaamd Linda. Vijftien jaar later blijkt hij het goed te kunnen vinden met zijn nieuwe baasje, maar hij kan nog altijd niet vliegen en is vaak onderwerp van spot door de lokale dieren.
Dan krijgt Linda bezoek van de Braziliaanse ornitholoog Túlio Monteiro, die haar vertelt dat Blu het laatste mannetje van zijn soort is. Túlio heeft thuis nog een vrouwelijke Spix' ara genaamd Jewel, en hij wil Blu en haar samenbrengen voor een fokprogramma. Linda stemt toe, dus vertrekt ze met Blu en Túlio naar Rio. Hier ontmoet Blu een aantal andere vogels waaronder de roodkuifkardinaal Pedro en de gele kanarie Nico. Blu wordt naar Túlio's volière gebracht, waar hij Jewel ontmoet. Jewel wil graag terug naar de wildernis en samen ontsnappen ze. Ze worden echter spoedig gevangen door een jongen genaamd Fernando en de grote geelkuifkaketoe Nigel. De laatste was ooit de ster van een televisieshow, maar werd daar vervangen door een parkiet. Verbitterd over dit feit vangt hij nu exotische vogels voor smokkelaars. Blu en Jewel worden met een ketting aan elkaar vast gemaakt en in een kooi gestopt. Blu kan het slot openen en ze ontsnappen, maar Nigel komt achter ze aan. Blu en Jewel kunnen ontkomen aan Nigel doordat deze tegen een stroompaal opvliegt, waarop de stroom in Rio uitvalt. Ze belanden in de jungle.
In de jungle leert Blu een reuzentoekan genaamd Rafael kennen die hem probeert te leren vliegen. Doordat Blu te bang is wil dit niet lukken. Hij ontmoet ook Pedro en Nico weer, die hem meenemen naar een sambaclub voor vogels. Nigel laat het er ondertussen niet bij zitten en huurt een groep witoorpenseelaapjes in om Blu en Jewel te vangen. Ze vinden Blu en Jewel in de club, maar de twee kunnen ontkomen. Ondertussen krijgt Fernando spijt van zijn daden en toont Linda en Túlio de schuilplaats van de smokkelaars. De twee horen hoe Marcel, de leider van de smokkelaars en Nigels eigenaar, plannen smeedt om Blu en Jewel tijdens het aankomende carnaval te vangen.
Ondertussen zijn Blu en Jewel op weg naar Luiz, een buldog. Hij zal proberen de ketting door te snijden. Dit loopt echter niet goed maar door stom toeval komt er kwijl van Luiz op de ketting waardoor deze glibberig wordt en Blu en Jewel vrij komen. Als Blu terug wil naar Linda krijgen hij en Jewel ruzie.
Jewel wordt door Marcel gevangen, waarna Blu met de andere vogels een reddingsactie opzet. Linda en Túlio ondernemen intussen zelf actie tegen Marcel door tijdens het carnaval undercover te gaan als dansers. Ze kunnen niet voorkomen dat Marcel de vogels vangt en meeneemt in zijn vrachtvliegtuig. In het vliegtuig ontsnappen Blu en Jewel uit hun kooien en bevrijden de andere vogels. Nigel gooit Jewel tegen een kooi waardoor ze haar vleugel verwondt. Blu schakelt Nigel uit door hem naar de propeller van het vliegtuig te lokken. Wanneer Jewel eindelijk Blu's liefde voor haar beantwoordt, geeft dit hem de moed om te vliegen en zichzelf en Jewel te redden. Het vliegtuig is namelijk op weg om neer te storten in zee. De twee vogels worden herenigd met Linda en Túlio.
Linda en Túlio huren Fernando in als hun assistent en zetten samen een reservaat op voor beschermde vogels. Blu en Jewel krijgen samen drie kuikens: Tiago, Carla en Bia.

## Rolverdeling
- Jesse Eisenberg: Blu
- Anne Hathaway: Jewel
- George Lopez: Rafael
- Jemaine Clement: Nigel
- Leslie Mann: Linda
- Jake T. Austin: Fernando
- Rodrigo Santoro: Túlio Monteiro
- Carlos Ponce: Marcel
- Jeff Garcia: Tipa
- Jamie Foxx: Nico
- Will.i.am: Pedro
- Brian Baumgartner: Mauro
- Tracy Morgan: Luiz

## Nederlandse Rolverdeling
- Jamai Loman: Blu
- Kim-Lian van der Meij: Jewel
- Tanja Jess: Linda
- Charly Luske: Tulio
- Murth Mossel: Pedro
- Rogier Komproe: Nico
- Marcel Jonker: Nigel
- Hajo Bruins: Rafael
- Bas Keijzer: Luiz
- Sander de Heer: Marcel
- Dioni Jurado: Fernando
- Stan Limburg: Tipa
- Paul Disbergen: Armando
- Sérgio Mendes: Sambaschooldirecteur
- Phil Miller: ober
- Justine Warwick: Tiny (bange vogel)
- Jason Fricchione: truckchauffeur
- Rodrigo Santoro: voetbalaccounter
- Tim Nordquist: andere stuntmensen
- Marjolein Spijkers, Cindy Oudshoorn, Edward Reekers en Pim Roos: zangers
- Dominique Hoffman, Reinder van der Naalt, Magali de Fremery, Yael van Rosmalen, Lotte Horlings, Paul Passchier en Thijs van Aken: overige stemmen

## Achtergrond

### Productie
Saldanha had in 1995 al het idee voor een film genaamd Rio, maar wilde het verhaal toen laten draaien om een pinguïn die op het strand van Ipanema zou belanden. Hij verwierp dit plan echter nadat hij hoorde van de films Happy Feet en Surf's Up, die beide ook over pinguïns gaan. Saldanha stelde zijn idee in 2006 voor aan Chris Wedge.
Saldanha liet de tekenaars gebruikmaken van kaarten en boeken over geografische locaties in Rio om het geanimeerde Rio uit de film zo realistisch mogelijk te maken. Ook bezochten enkele tekenaars het echte Rio om een indruk te krijgen van de stad. Tevens raadpleegden ze een vogelexpert van de Bronx Zoo om inzicht te krijgen in het gedrag van de vogels uit de film.
In 2009 werden de primaire stemacteurs benaderd. Jemaine Clement kreeg de rol nadat de producenten een proefopname van hem zagen waarin hij de speech uit Flight of the Conchords voorlas. Eisenberg moest zijn dialogen in het weekend opnemen omdat hij doordeweeks bezig was met de film The Social Network.

### Filmmuziek
De muziek van de film werd gecomponeerd door Sérgio Mendes. Hij benaderde artiesten als will.i.am en Carlinhos Brown om mee te werken aan de film.
Het album omvat de volgende nummers:
| 1.                 | Real in Rio                            | Sérgio Mendes, John Powell, Carlinhos Brown, Mikael Mutti, Siedah Garrett | Jesse Eisenberg, Jamie Foxx, Anne Hathaway, George Lopez, will.i.am, and The Rio Singers | 3:48 |
| 2.                 | Let Me Take You to Rio (Blu's Arrival) | Ester Dean, Brown, Mutti                                                  | Ester Dean, Carlinhos Brown                                                              | 1:54 |
| 3.                 | Mas que Nada (2011 Rio versie)         | Jorge Ben Jor                                                             | Sérgio Mendes featuring Gracinha Leporace                                                | 2:44 |
| 4.                 | Hot Wings (I Wanna Party)              | will.i.am                                                                 | will.i.am, Jamie Foxx, Anne Hathaway                                                     | 2:16 |
| 5.                 | Pretty Bird                            | Jemaine Clement, Powell, Yoni Brenner, Mike Reiss                         | Jemaine Clement                                                                          | 2:04 |
| 6.                 | Drop it Low (bonuslied van de film)    | will.i.am                                                                 | will.i.am                                                                                | 3:41 |
| 7.                 | Fly Love                               | Brown, Garrett                                                            | Jamie Foxx                                                                               | 2:39 |
| 8.                 | Telling the World                      | Taio Cruz, Alan Kasirye                                                   | Taio Cruz                                                                                | 3:33 |
| 9.                 | Funky Monkey                           | Garrett, Brown, Mutti                                                     | Siedah Garrett, Carlinhos Brown, Mikael Mutti, Davi Vieira                               | 2:24 |
| 10.                | Take You to Rio (remix)                | Dean, Mikkel Storleer Eriksen, Tor Erik Hermansen                         | Ester Dean                                                                               | 3:26 |
| 11.                | Balanço Carioca                        | Mutti                                                                     | Mikael Mutti                                                                             | 3:01 |
| 12.                | Sapo Cai                               | Brown, Mutti, Mendes                                                      | Carlinhos Brown, Mikael Mutti                                                            | 2:46 |
| 13.                | Samba de Orly                          | Toquinho, Chico Buarque de Hollanda                                       | Bebel Gilberto                                                                           | 2:49 |
| 14.                | Valsa Carioca                          | Mendes                                                                    | Sérgio Mendes                                                                            | 2:35 |
| 15.                | Forró da Fruta" (bonus)                | Brown, Mutti                                                              | Carlinhos Brown, Mikael Mutti                                                            | 2:12 |
| Totale duur: 51:05 |                                        |                                                                           |                                                                                          |      |

De achtergrondmuziek van de film is gecomponeerd door John Powell:
| 1.                 | Morning Routine      | John Powell                   | 2:23 |
| 2.                 | Meet Tulio           | Powell                        | 2:55 |
| 3.                 | Great Big Momma Bird | Powell                        | 2:47 |
| 4.                 | Paradise Concern     | Powell                        | 1:59 |
| 5.                 | Bagged and Missing   | Powell                        | 2:09 |
| 6.                 | Locked Up            | Powell                        | 2:10 |
| 7.                 | Chained Chase        | Powell                        | 2:35 |
| 8.                 | Bedtime Flyers       | Powell                        | 2:58 |
| 9.                 | Idiot Glider         | Powell                        | 1:56 |
| 10.                | Juicy Little Mango   | Powell                        | 2:27 |
| 11.                | Umbrellas of Rio     | Powell                        | 2:27 |
| 12.                | Motorbike            | Powell                        | 1:23 |
| 13.                | Bird Fight           | Powell                        | 1:03 |
| 14.                | Birds Moved          | Powell                        | 2:33 |
| 15.                | Heimlich             | Powell                        | 2:31 |
| 16.                | Birdnapped           | Powell                        | 3:37 |
| 17.                | Rio Airport          | Powell                        | 4:24 |
| 18.                | Flying               | Powell                        | 2:43 |
| 19.                | Market Forro         | Carlinhos Brown, Mikael Mutti | 2:11 |
| Totale duur: 47:04 |                      |                               |      |

### Reclamecampagne
De eerste trailer van de film werd op 20 mei 2010 op internet gezet en een dag na Shrek Forever After uitgebracht. De trailer werd ook vertoond voorafgaand aan de films Toy Story 3, Knight and Day, Despicable Me, Alpha and Omega en Megamind.
Op 27 januari 2011 kondigde Rovio Mobile aan samen te gaan werken met 20th Century Fox om de film te promoten. In maart 2011 kwam het spel Angry Birds Rio uit in de Apple App Store ter promotie van de film.

### Uitgave en ontvangst
De wereldpremière van Rio vond plaats op 22 maart 2011 in het Cinépolistheater in Rio de Janeiro. De Amerikaanse première was op 10 april 2011. In februari 2011 gaf de MPAA de film reeds een PG-score vanwege enkele van de grappen in de film. Fox was het hier niet mee eens en liet de film wat aanpassen om toch een G-score te krijgen.
Rio kreeg over het algemeen goede kritieken van recensenten. Op Rotten Tomatoes scoort de film 71% aan goede beoordelingen. Metacritic gaf de film 63 uit 100 punten. Owen Gleiberman van Entertainment Weekly gaf de film een "mixed" C rating, met als opmerking dat de animatie goed was maar de film toch niet het niveau van Pixar wist te evenaren.
De film bracht wereldwijd $ 468.663.059 op en is daarmee de op drie na succesvolste film van 2011, na Pirates of the Caribbean: On Stranger Tides, Fast Five en The Hangover Part II.